# Dialetto di Kumanovo
Il dialetto di Kumanovo (macedone: Кумановски дијалект, Kumanovski dijalekt) è un membro del sottogruppo orientale del gruppo settentrionale dei dialetti della lingua macedone.
Il dialetto è tipico dei dialetti settentrionali macedoni ed è molto conosciuto per l'uso del caso locativo.
Si parla principalmente nella città di Kumanovo, da cui prende il nome, e nei paesi limitrofi. Assomiglia al vicino dialetto Kratovo.
Si trova anche sotto forma scritta, come nell'opera teatrale Lenče Kumanovče del 1928 di Vasil Iljoski.
Il dialetto di Kumanovo è fonte di ilarità nei media macedoni più famosi giacché si tende a favorire le forme dialettali occidentali per aneddoti ilari e citazioni di storie locali.